# Бабець строкатоплавцевий
Бабець строкатоплавцевий (Cottus poecilopus) — риба з роду бабців, родини Бабцевих. Ареал охоплює як Європу, так і Азію. В Європі зустрічається у річках Карпатського басейну: стоки Дунаю, Дністра, Вісли та Одри. У басейні Балтики зустрічається у північній Швеції та Фінляндії між широтами 64 і 68°N, у центральних фінських озерах, деяких струмках південної Фінляндії та північної Польщі, басейни озер Ладога, Онега, деякі озера і річки північної Німеччини та Данії. В Азії зустрічається від басейну Обі на схід до Лена. Прісноводна демерсальна риба до 15 см довжиною.